# Musik i Sydkorea
Musik i Sydkorea är såväl traditionell sydkoreansk musik som nyare inhemsk musik eller annan musik utförd av sydkoreanska musiker.
Sydkorea hade världens sjunde största musikmarknad enligt den senaste rapporten från IFPI publicerad i april 2016 som gäller data för året 2015. Den mest populära musikgenren och den bäst säljande genren i Sydkorea är K-pop, en genre som också uppnått global popularitet under senare år tack vare spridningen via sociala medier. Andra genrer som har varit framgångsrika i Sydkorea under 1990-talet och 2000-talet inkluderar punk, indie, och mer nyligen även metal och hiphop. En musikgenre med ursprung i Korea och som växte fram under 1900-talet kallas för trot (hangul: 트로트).
I Sydkorea är den mesta av dagens populärmusik inhemskt producerad och framförd av inhemska artister på koreanska. År 2012 var exempelvis alla de tio bäst säljande albumen i landet släppta av sydkoreanska artister. Musikmarknaden i Sydkorea har under de senaste åren visat att det trots digitaliseringen är möjligt att uppnå samma nivå av omsättning som vid millennieskiftet, och att fysisk försäljning kan få ny fart med smart produktstrategi.

## Historia

### 1392-1897: Joseondynastin

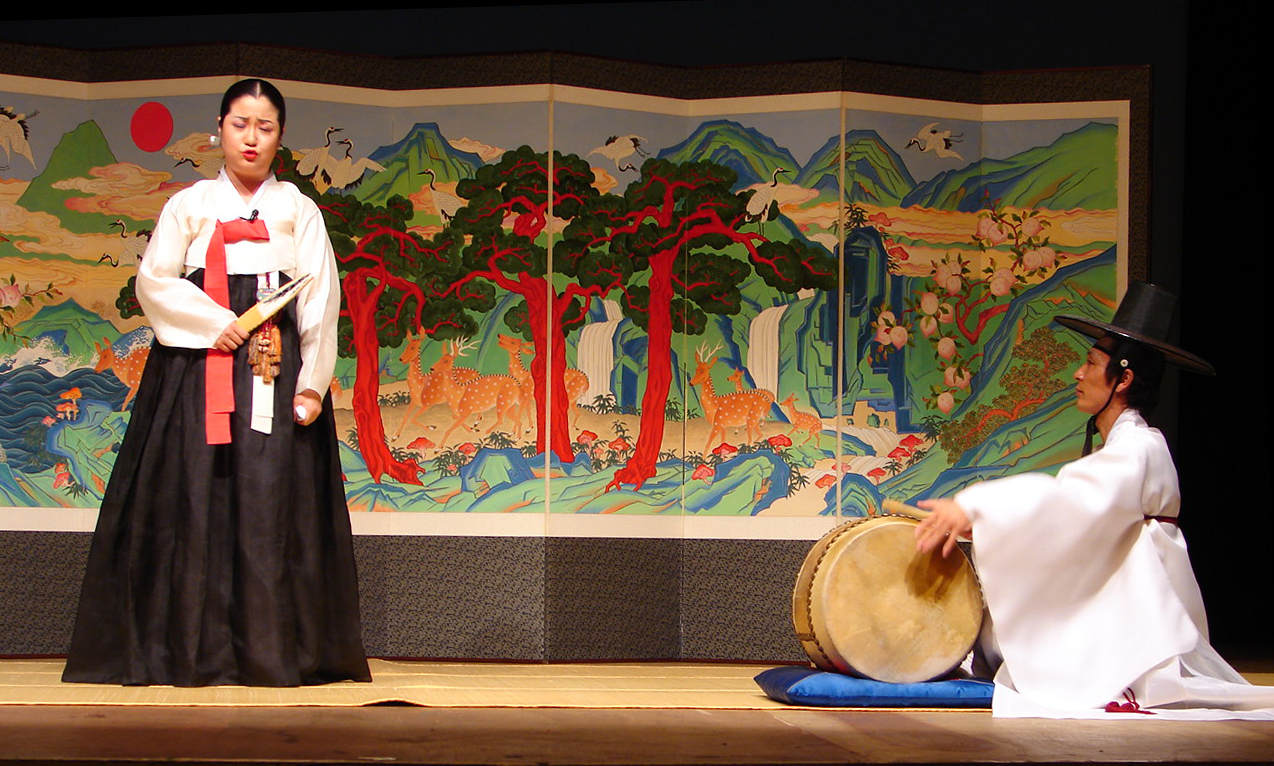
Framträdande av Pansori i Busan.

Under den andra halvan av Joseondynastin (1392-1897) fanns två olika distinkta kulturskillnader. Eliten dominerades av influenser från Kina och musikaliska framträdanden i hovet utfördes med kinesiska musikinstrument och med fokus på harmoni och lugn, en stark kontrast till den lägre klassen vars musikaliska framträdanden innehöll folkmelodier och trummor, med fokus på känslor, energi och uttrycksfullhet.
Den konfucianska eliten kom att bli mer och mer influerad av den lägre klassens musikstil, exempelvis Pansori, uppläsning av verser under spelandet av en trumma, vilket började som en populär genre som sedan blev mer och mer prestigefylld och accepterad av eliten.

### 1897-1970: Japanskt och amerikanskt inflytande
I praktiken fanns det i början av 1900-talet en gemensam musikkultur på Koreahalvön. Sångstilen var pentatonisk och melismatisk och lade betoning vid känslor och uttryck. Dans existerade men endast utanför musikens gränser och sångare stod still när de framförde sånger, något som uttryckte allvar och moraliserade sångtexter som ofta handlade om kärlek för föräldrar och familj.
Traditionell musik kom att få konkurrens under 1900-talet då Korea hämtade moderna influenser från Japan och efter befrielsen 1945 även från USA. Japaner hade ett djupt inflytande över musiken och det var genom dem som västerländska musikformer som klassisk musik, populärmusik och ballader introducerades. Den pentatoniska skalan dominerade däremot fortfarande till skillnad från den diatoniska i västerländsk populärmusik, och låttexter översattes och anpassades för att passa in med den lokala kulturen.
Under japanernas styre över Korea växte en ny koreansk musikgenre fram kallad trot (hangul: 트로트), vilket har liknats med hur genrer som blues, jazz och country uppstod i USA.
Efter att USA befriat Korea från det japanska imperiets styre blev det USA som hade det dominanta inflytandet över musiken i landet. Genrer som rock, pop, blues och jazz medfördes via den amerikanska militärens radio och TV, barer och danshallar, samt biosalonger som för det mesta visade filmer producerade i Hollywood. Den amerikanska kulturen kom att dominera under både 1950-talet och 1960-talet genom modern teknologi som radio, film och TV.

### 1970-1990: Nationell identitet och demokratisering

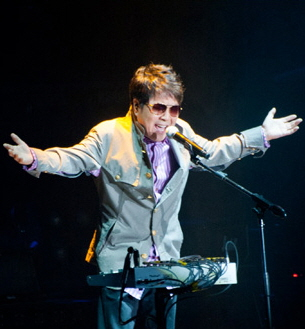
Sångaren Cho Yong-pil hade en avgörande roll i musiken från 1970-talet.

Under 1970-talet såg Sydkorea en snabb ekonomisk tillväxt och medan folkmusik fortfarande var populär på landet, var trot, en koreansk variant av japansk enka, den populära genren i städerna, även om eliten främst omgav sig av västerländsk klassisk musik. Den sydkoreanska regeringen hade förbjudit japanska kulturella produkter efter att Sydkorea uppnått självständighet, men populärmusiken i landet var fortfarande influerad av den japanska. Trot, liksom enka i Japan, presenterades däremot ofta på ett västerländskt sätt, med texter om kärlek och längtan, framförda stillastående i traditionella dräkter eller konservativa västerländska klädnader.
En superstjärna i Sydkorea inom populärmusiken på 1970-talet och 1980-talet var Cho Yong-pil som blev känd för sin trot, framförd på ett mer traditionellt sätt. Han blev något av ett förebud för den kommande koreanska vågen, detta då några av hans låtar även blev väldigt populära i Japan, och som artist förlitade han sig mer på sin vokala skicklighet än sitt fysiska utseende för att uppnå berömmelse. Chos musik kom att bli en symbol för nationalism under en period då regeringen begränsade importen av utländsk kultur. Det primära undantaget var västerländsk klassisk musik som länge hade övertagit traditionell musik hos eliten, och pianot kom att bli av vikt för socialt strävande hushåll. Detta kom att leda till att några av de första internationella framgångarna som sydkoreaner hade i musikvärlden kom från kompositörer och utövare av klassisk västerländsk musik.
Även om det musikaliska gapet var stort mellan västerländsk musik och den traditionella musiken under 1970-talet, skulle detta snabbt förändras under de två kommande decennierna. Skiftet av skala från pentatonisk till diatonisk blev av stor betydelse, och det skulle komma att ta längre tid för sydkoreaner att vänja sig vid västerländsk rockmusik. Musikutbildning bestod nästan alltid av västerländska teorier och vid 1970-talet hade nästan alla sydkoreaner åtminstone hört ett stycke västerländsk musik, då västerländska musikinstrument som exempelvis trumpeten också blivit allt vanligare.
Västerländsk musik tilltalade speciellt den yngre generationen som endast hade möjlighet att lyssna på japansk popmusik i smyg. Sydkoreas förbud på importen av japanska kulturella produkter skulle inte lyftas förrän 2002. Den sydkoreanska regeringen var också oroad över effekten som amerikansk musik kunde ha, främst rockmusik som förknippades med sex, droger och politisk splittring. Låtar kom till och med att bannlysas från artister som misstänktes vara motståndare till regeringen. Ur de växande motståndsrörelserna och bland studenter började nya genrer växa fram, ofta med politiska och moraliskt allvarliga budskap.
På 1970-talet började ny teknologi bana väg för produktionen av populärmusik och bärbara apparater som Sony Walkman gjorde lyssnande och sjungande till ett nationellt tidsfördriv. TV hade börjat sändas i Sydkorea 1961 och började bli en nödvändighet i hemmet under 1980-talet. Musikprogram på TV blev väldigt populära, ofta inspirerade av liknande program från USA och Japan. 1991 debuterade även Noraebang, platser där sydkoreaner kan sjunga karaoke.

### 1990-idag: K-pop, Hallyu och globalisering

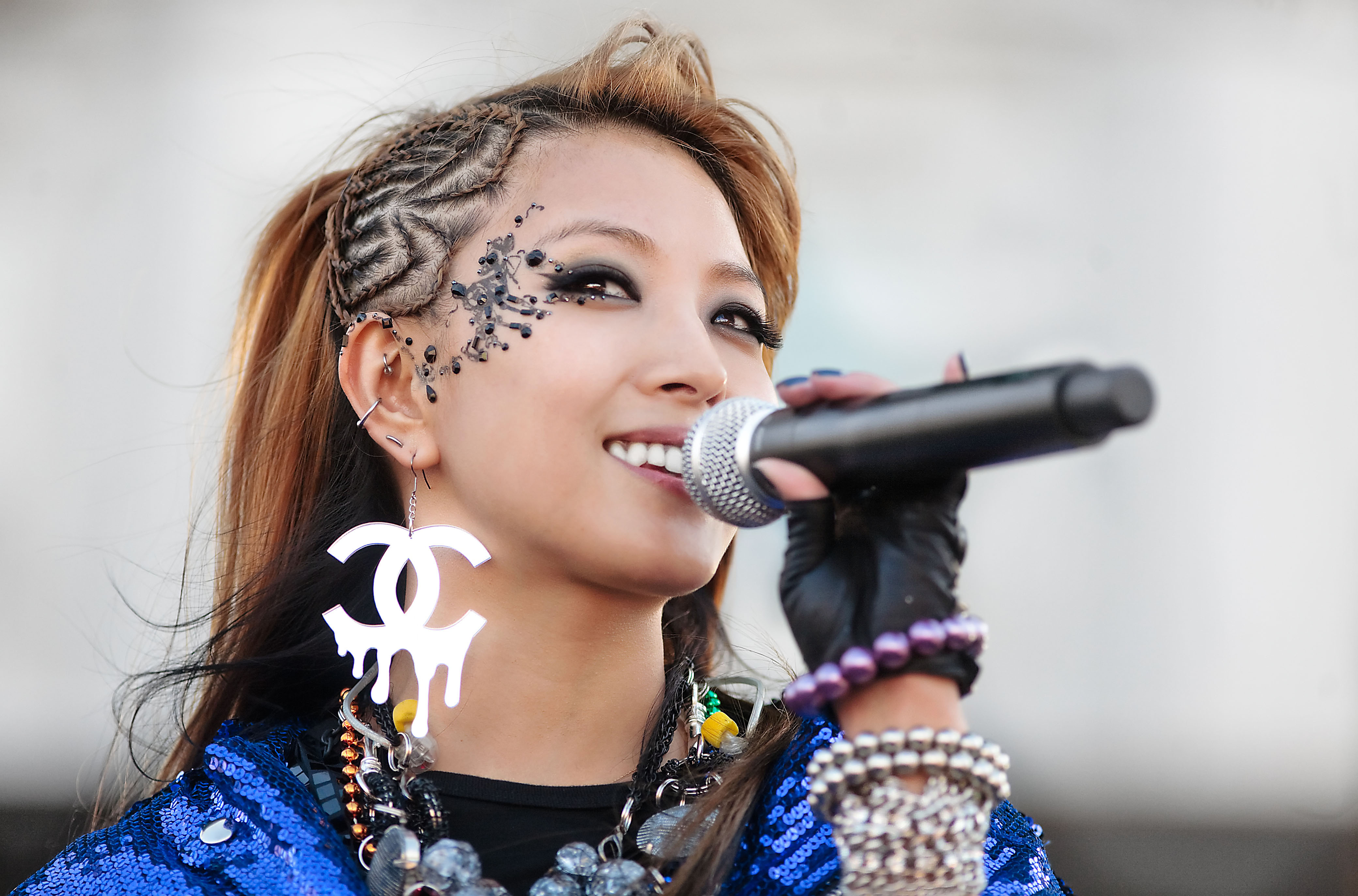
Sångerskan BoA framträder i samband med San Francisco Pride 2009.

Musikgenren K-pop ser sin historia gå tillbaka till 1992 med debuten av gruppen Seo Taiji and Boys som var den första som inkorporerade rap och hiphop i sydkoreansk populärmusik. Gruppen hade en revolutionerande inverkan på populärmusiken i landet och var en av de första att introducera dans som ett avgörande element i sina framträdanden. Till skillnad från 1980-talet var musiken på 1990-talet friare från politik då Sydkorea uppnått demokratisering efter de olympiska sommarspelen i Seoul. Seo Taiji and Boys blev inte oväntat bemötta av kritik när de slog igenom på musikscenen, men vad som inte var lika väntat var det positiva mottagandet gruppen fick från den yngre generationen, nu fria från 1980-talets krav på motstånd mot regimen.
Asienkrisen 1997 orsakade en massiv minskning i musikkonsumtion i Sydkorea vilket ledde till minskad fysisk försäljning, något som också förvärrades med introduktionen av digitaliserad musik och illegala nedladdningar på internet. År 2000 genererade den sydkoreanska musikindustrin 300 miljoner USD, vilket kan jämföras med 6,4 miljarder i Japan och 14 miljarder i USA.
Fram till mitten av 1990-talet var den sydkoreanska musikindustrin inhemskt centrerad och endast ett fåtal artister var kända utomlands, främst sångare av genren trot i Japan eller utövare av klassisk västerländsk musik. Det var under denna tid som de första omnämnandena av Hallyu (hangul: 한류), ett ord som refererar till vinden från Koreahalvön, började användas i kinesiskspråkiga områden som Kina, Taiwan och Hongkong. Den koreanska vågen spred sig snabbt över Östasien och även om den inkluderade vissa musikgrupper redan i början, var det de sydkoreanska såpoperorna som det mest handlade om. Det var inte förrän under den senare delen av 2000-talet som K-pop under sitt snabba växande kom att ta över som den drivande faktorn av den koreanska vågen. Nyckelfaktorer i spridningen av K-pop var ny teknologi, framförallt introduktionen av MP3-spelare 1996 och Youtube 2005.
K-pop har under senare år uppnått global spridning tack vare sociala medier som Youtube, Facebook och Twitter, detta efter att genren först växt inom Asien. Det har länge argumenterats att K-pop, liksom andra genrer av den koreanska vågen känd som Hallyu, skulle varit en avledning av J-pop eller japansk populärkultur. Dessa argument har ifrågasatts eftersom K-pop uppnått framgång i Asien, Europa och Nordamerika samtidigt, något som inte japansk popmusik gjort. Medan produktionen av K-pop utgår från inhemska artister, låtskrivare och hantering, förlitar sig producenterna till stor del på de globala musikindustrierna i Nordamerika och Europa för att hämta inspiration och kreativitet, snarare än de asiatiska grannarna. Sedan 1998 har K-pop främst exporterats till Kina, Japan, Sydostasien, Amerika och Europa, med de allra största framgångarna i grannlandet Japan. Några av de artister och grupper som uppnått störst framgång i Japan och Kina är BoA, H.O.T., Shinhwa, S.E.S., TVXQ, Super Junior, Baby Vox, Se7en, Big Bang, Rain, Wonder Girls, SS501, Kara och Girls' Generation.
Under början av 2010-talet har K-pop varit den ledande faktorn till spridningen av sydkoreansk populärkultur. Genren har spridits från Sydkoreas asiatiska grannländer vidare till Europa, Amerika och Mellanöstern, med aktiv hjälp av den sydkoreanska regeringen. År 2012 var sångaren Psy Sydkoreas bäst säljande artist tack vare hans singel "Gangnam Style" som blev en internationell succé och ett viralt fenomen. Den officiella musikvideon tillhörande låten har det högsta visningsantalet av alla musikvideor på Youtube, med totalt fler än 2,8 miljarder i april 2017. Många koreaner som arbetar inom musikindustrin ser det nya fenomenet K-pop som revolutionerande då koreanska musikartister aldrig tidigare uppnått popularitet på den skala som de gör idag. Jämfört med befolkningsantalet i Sydkorea mot det i musikgiganter som USA och Japan är den globala populariteten av K-pop förbluffande. Trots det internationella intresse som även finns för J-pop, hade japanska artister aldrig uppnått samma framgång utomlands som koreanska artister hade i början av 2010-talet.
En stor del av den sydkoreanska musikmarknaden kontrolleras idag av större företag och skivbolag. De tre största skivbolagen i Sydkorea är SM Entertainment, YG Entertainment och JYP Entertainment. Historiskt sett har SM Entertainment som generellt ses som det allra största bolaget, varit det skivbolag som också fokuserat mest på globalisering, detta genom att förlita sig mer på utländska låtskrivare än JYP och YG. Musikdistribution har också en viktig roll i globaliseringen av K-pop och inkluderar användandet av internationella plattformar som hjälpmedel för spridning, exempelvis Youtube och Itunes i USA, samt Avex i Japan. Skivbolagens taktik har under senare år skiftat från en traditionell strategi bestående av konserter och framträdanden till att förlita sig mer på digitala tjänster, alltså företag till företag snarare än företag till kund.

## Ekonomi

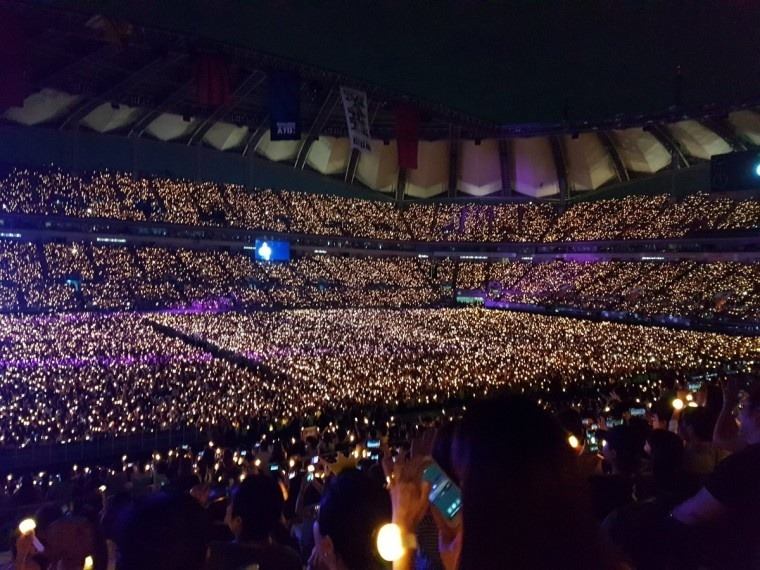
65 000 åskådare vid en konsert med pojkbandet Big Bang i Seoul.

### Försäljningsstatistik
År 2015 hade Sydkorea den sjunde största musikmarknaden i världen när det kommer till marknadsvärde. Sydkoreas musikmarknad såg en ökning på 12,4% i omsättning under 2015 jämfört med året innan. Detta går att jämföra med andra ledande marknader i Asien som Japan där omsättningen ökade med 3,0% och Australien där omsättningen ökade med 6,1% under samma period. Under 2014 hade också omsättningen i Sydkorea ökat med 19,2% medan den minskat i Japan med 5,5%. År 2014 bestod musikmarknaden i Sydkorea av 58% digital försäljning och 38% fysisk försäljning och var den åttonde största marknaden i världen med 265,8 miljoner USD i marknadsvärde. Marknaden har ständigt blivit större och större under de senaste åren och var exempelvis bara den elfte största i världen år 2012.
Medan omsättningen för den globala musikmarknaden minskat både inom digital försäljning och fysisk försäljning under början av 2000-talet, har däremot omsättningen i Sydkorea ökat inom båda kategorierna. År 2006 blev Sydkoreas musikmarknad den första större musikmarknaden i världen där digital försäljning utgjorde mer än hälften av den totala omsättningen. Det kan jämföras med att det globala genomsnittet i världen låg på endast 38% år 2012. Majoriteten av den digitala omsättningen i Sydkorea 2012 bestod av prenumerationer till musiktjänster som utgjorde 74% av den digitala försäljningen. Det kan jämföras med att det globala genomsnittet i världen låg på 20% samma år. Endast 10% av den digitala omsättningen i Sydkorea 2012 utgjordes av digital nedladdning, något som utgjorde 71% av den digitala omsättningen globalt.
Omsättningen för fysisk försäljning av musik i Sydkorea ökade varje år utom ett mellan 2007 och 2012, detta medan den globala marknaden för fysisk försäljning hade minskat varje år sedan 2000. År 2012 var den fysiska omsättningen 128% högre än 2006, medan den digitala omsättningen bara var 14% högre än 2006. Att fysisk försäljning fortfarande går så starkt i Sydkorea och även Japan, där fysisk försäljning till och med dominerar musikmarknaden med hela 78% av all försäljning 2014, kan attribueras till de lojala fanskaror som ofta medföljer K-pop och J-pop. Både inhemska och Internationella fans av de två genrerna är ofta angelägna om att beställa fysiska album och singelskivor som ofta paketeras frikostigt med bonusmaterial och andra produkter, något som resulterar i att fans ofta köper flera versioner av samma utgivning.

### Musiktjänster
Inhemska digitala musiktjänster från Sydkorea som erbjuder laglig strömning och digital nedladdning inkluderar Bugs, Genie, Kakao Music, MelOn, Mnet, Monkey3, Naver Music, Olleh Music och Soribada. Andra digitala musiktjänster som är tillgängliga i Sydkorea inkluderar Deezer och Itunes, men dessa introducerades inte förrän i mitten av 2010-talet. Tidigare digitala musiktjänster från Sydkorea som har stängts ner inkluderar Cyworld och Daum Music.
Den största digitala musikförsäljaren i Sydkorea idag är MelOn som också var den första tjänsten i hela världen av sitt slag att uppnå 1 miljon betalande prenumeranter. År 2013 hade MelOn fler än 2 miljoner betalande prenumeranter, och stod 2016 för mer än hälften av marknadsandelen i landet och med 28 miljoner användare totalt.
Digitala musiktjänster i Sydkorea har fått möta kritik. Grundaren av ett av landets största skivbolag SM Entertainment, Lee Soo-man, har hävdat att 1 miljon låtar spelade på MelOn inte kan täcka kostnaderna för skapandet av en musikvideo till en singel. Trycket på den digitala musikmarknaden har resulterat i ingripande av den sydkoreanska regeringen, vilket gjort att kostnaden att prenumerera på musiktjänster har ökat. Under 1990-talet och början av 2000-talet var piratkopiering ett stort problem och fildelare kunde sprida det mesta material utan att riskera bestraffning. Detta förändrades efter 2007 i och med ny lagändring och idag är Sydkorea ett av flera länder i Europa och Asien där hemsidor som sprider upphovsrättsskyddad musik kan blockeras av regeringen.

## Musikgalor
- Gaon Chart Music Awards
- Golden Disc Awards
- Korean Music Awards
- Melon Music Awards
- Mnet Asian Music Awards
- Seoul Music Awards

## Galleri

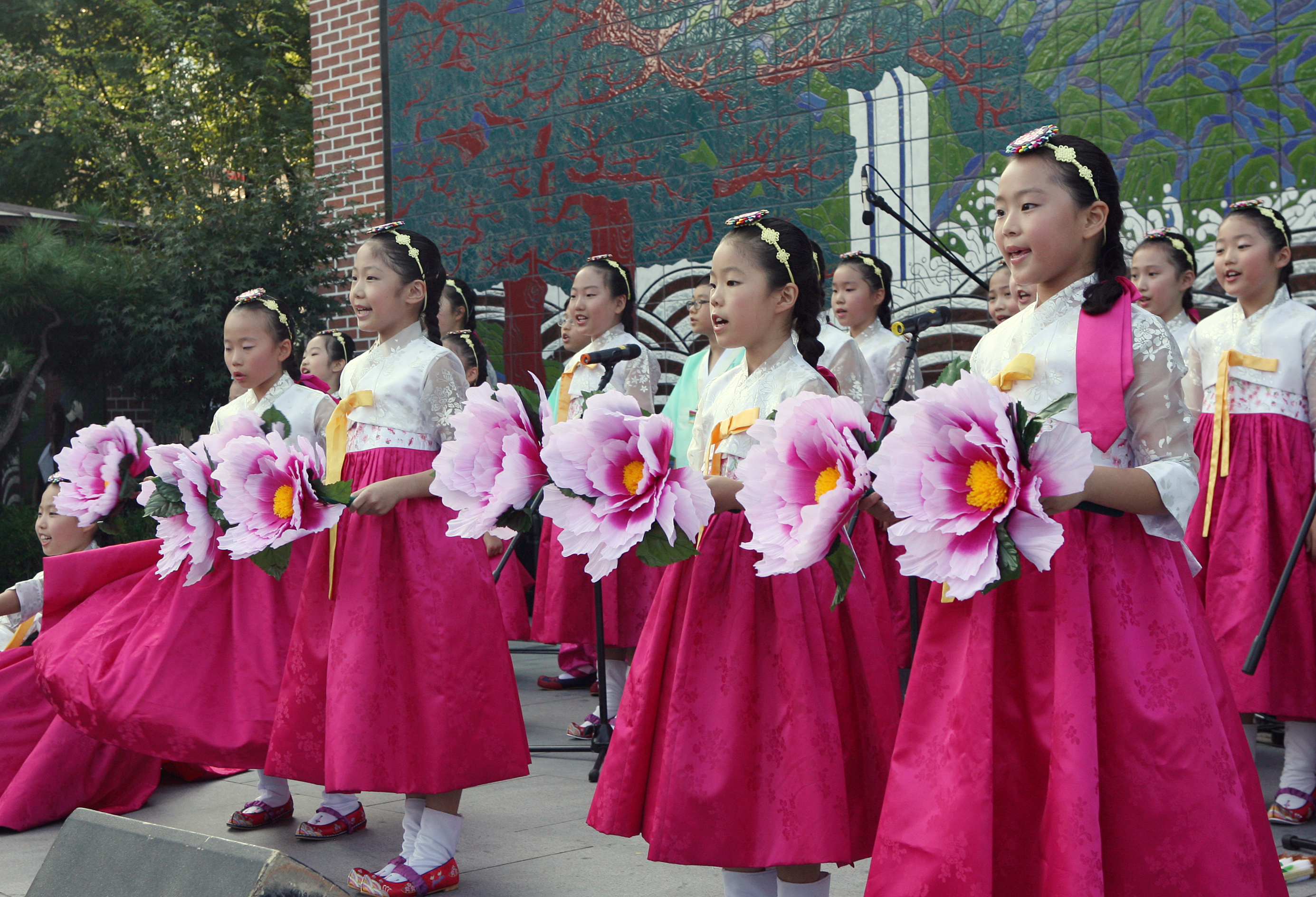
Barnkör från Suwon
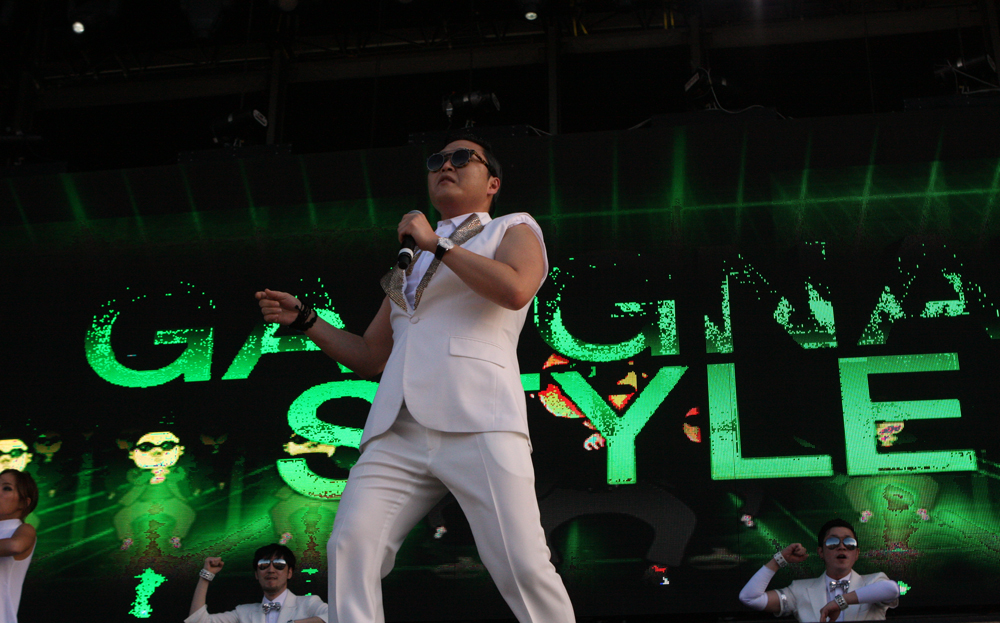
Psy framför "Gangnam Style" i Sydney
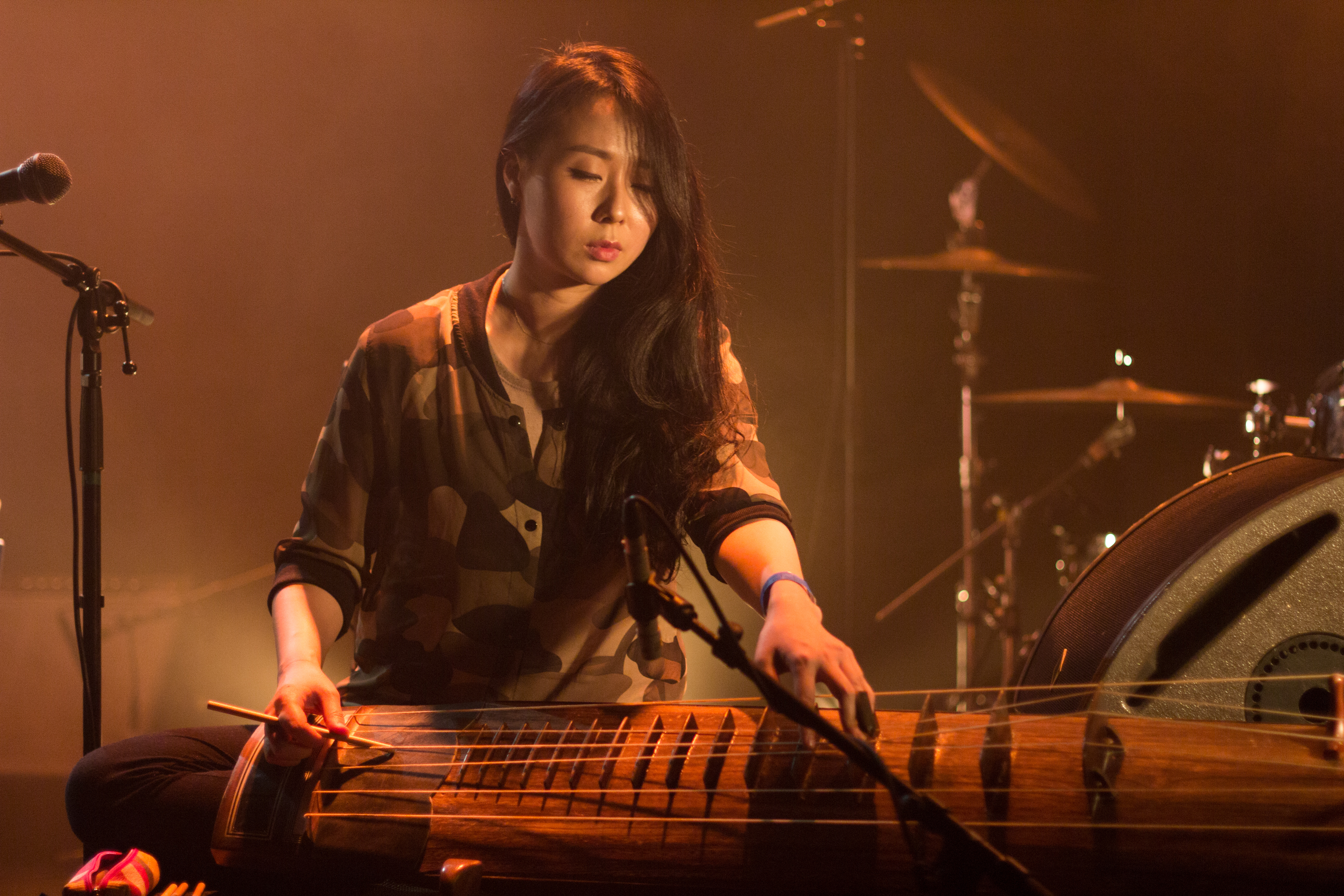
Musikinstrumentet Geomungo spelat av Shim Eun-yong (gruppen Jambinai)
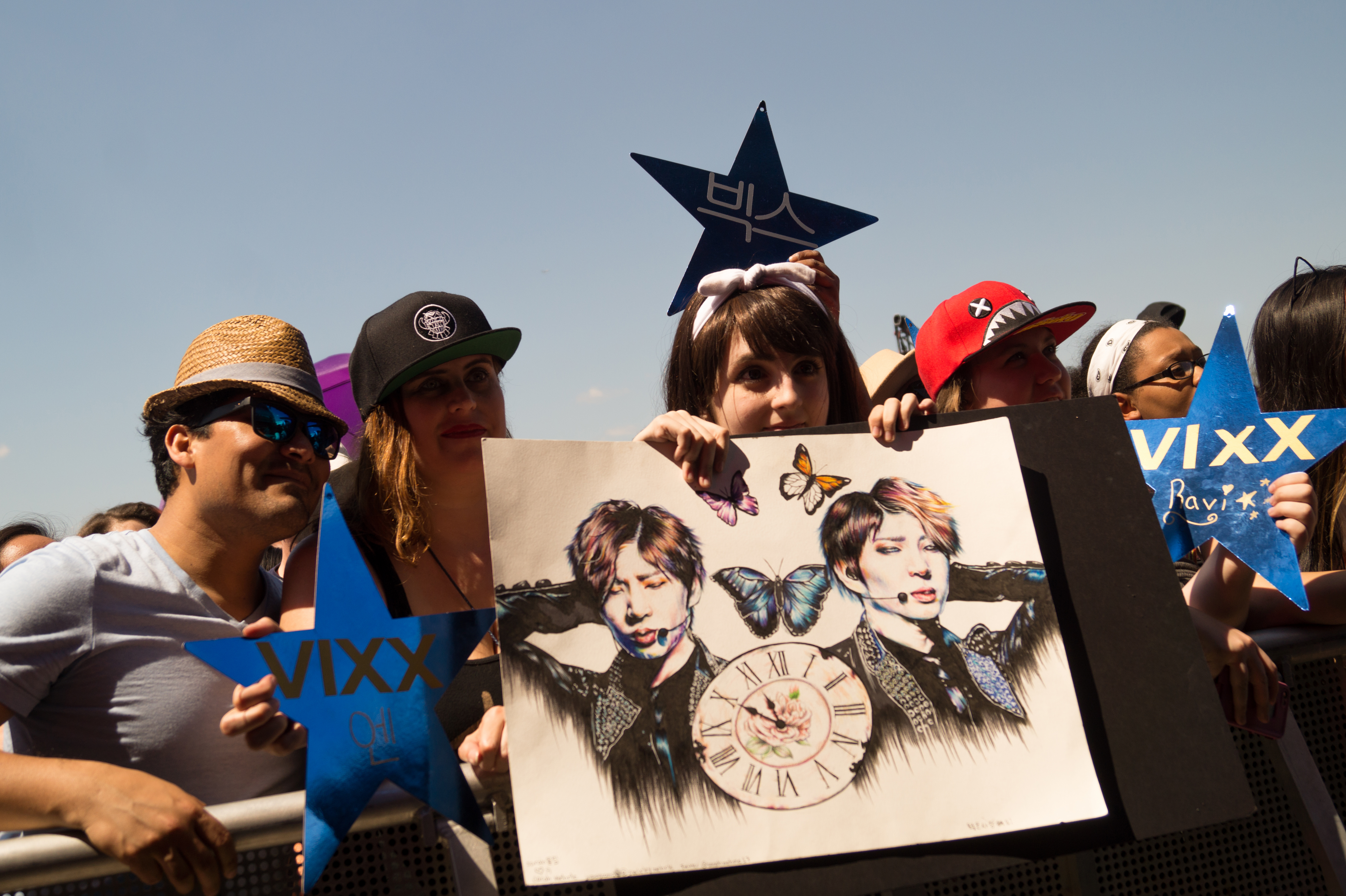
Internationella fans av pojkbandet VIXX i Washington, D.C.
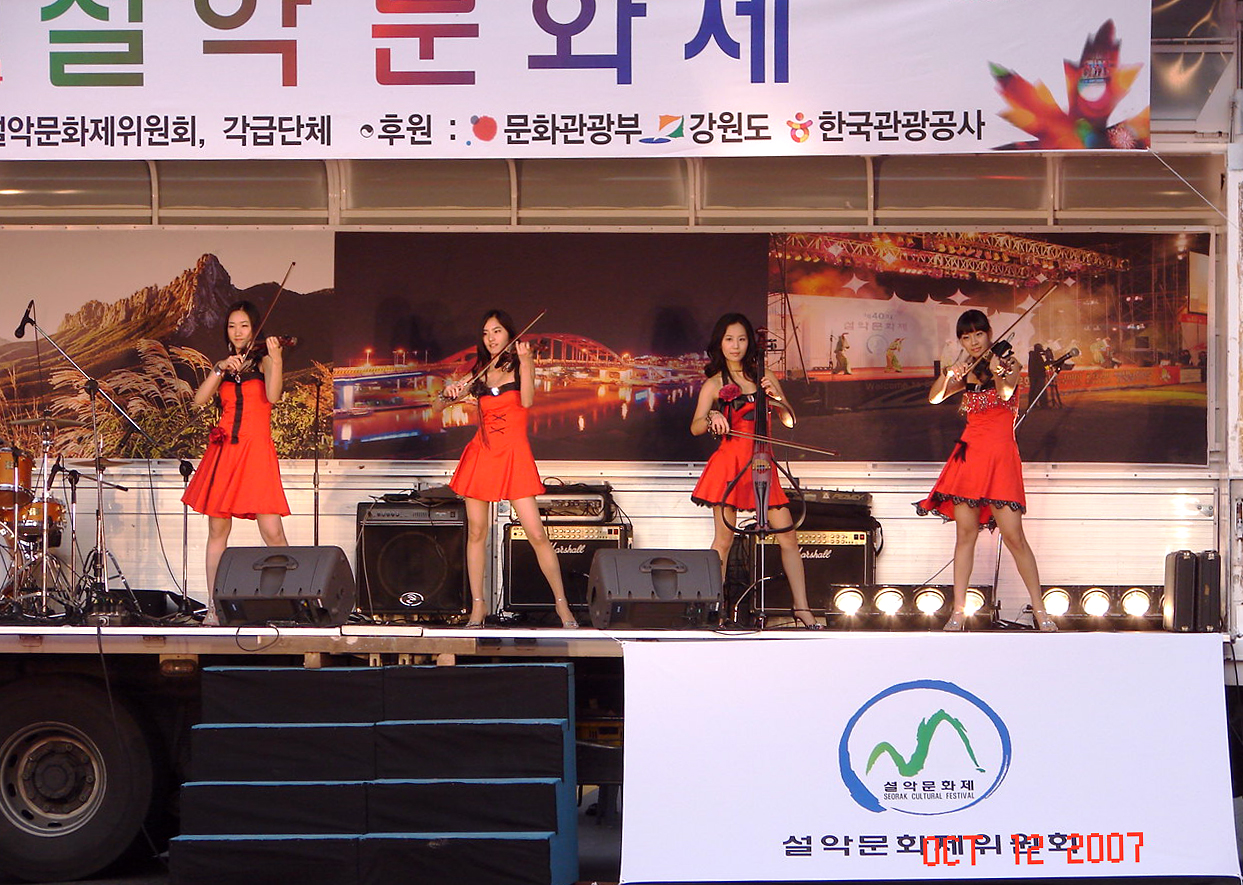
Framträdande vid musikfestival i Sokcho 2007

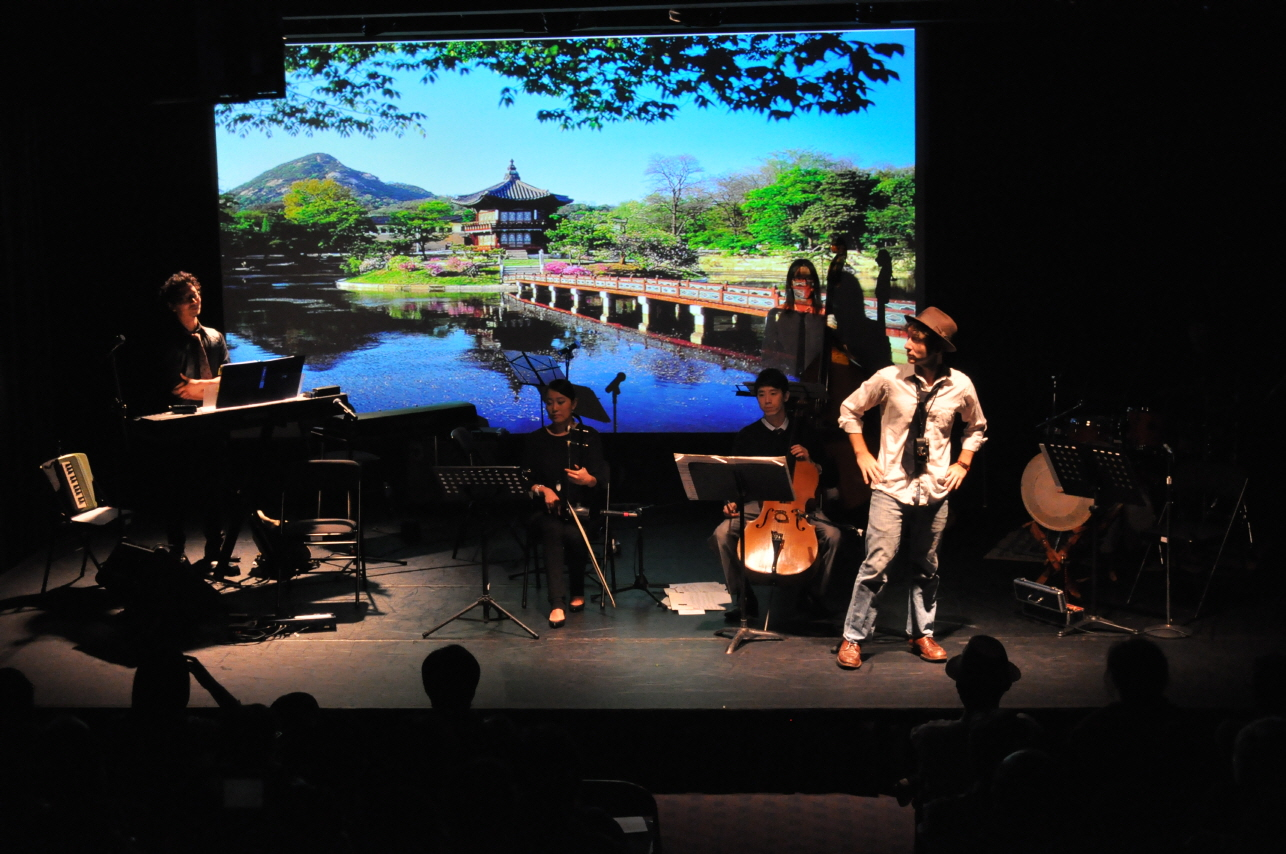
Unga sydkoreanska musiker framträder i Los Angeles
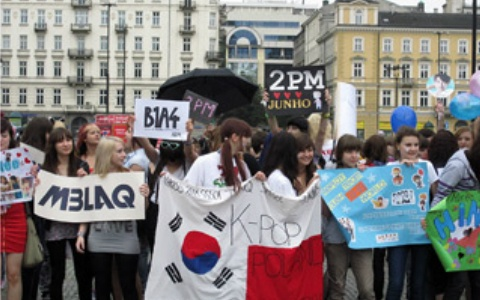
Fans av K-pop i Warszawa
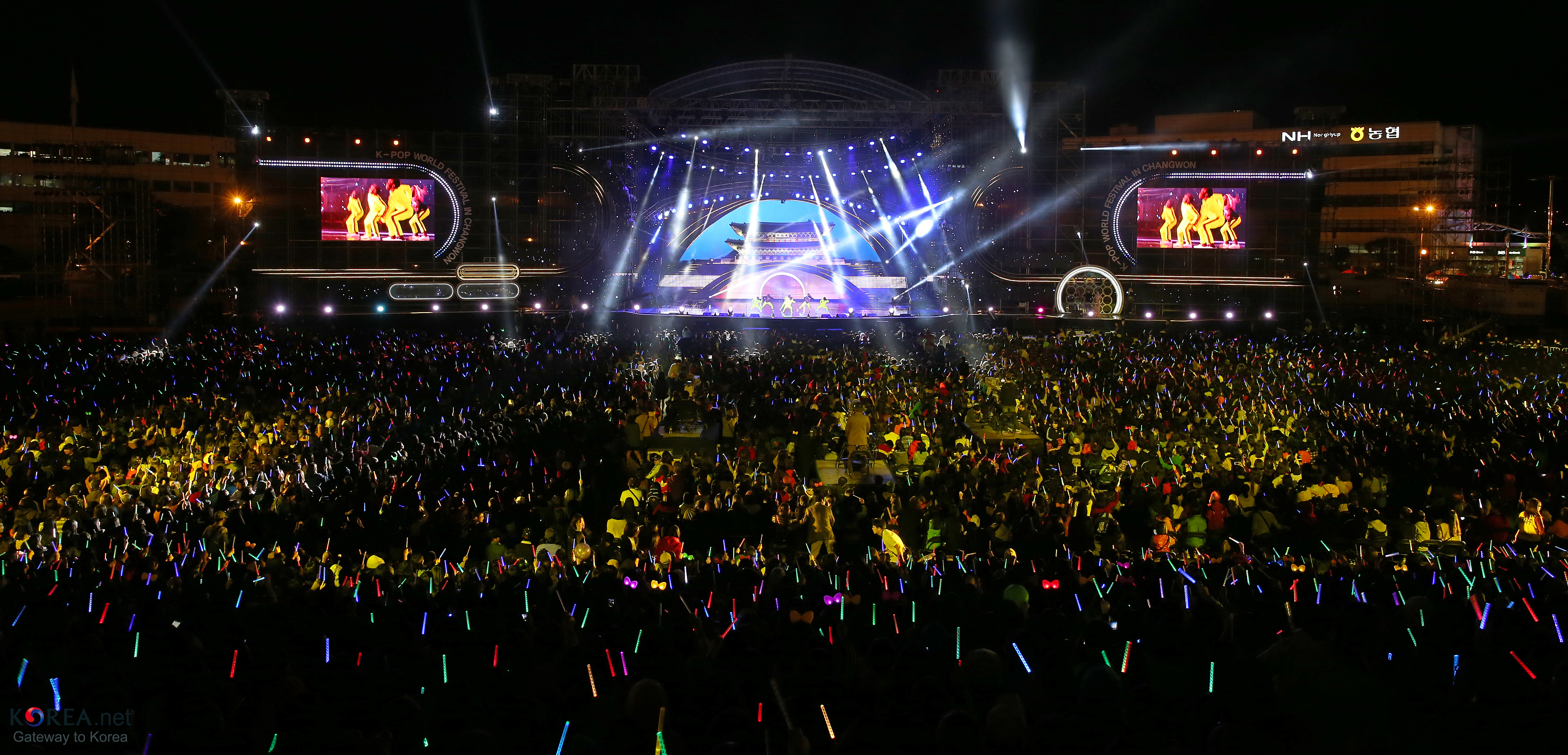
K-pop World Festival i Changwon 2013
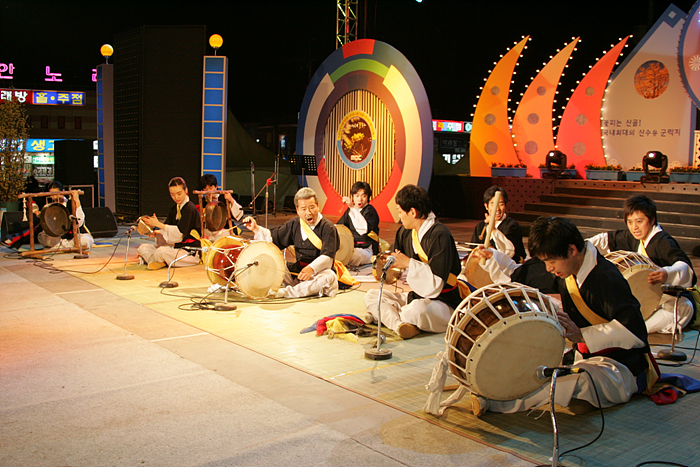
Traditionell musikfestival 2010
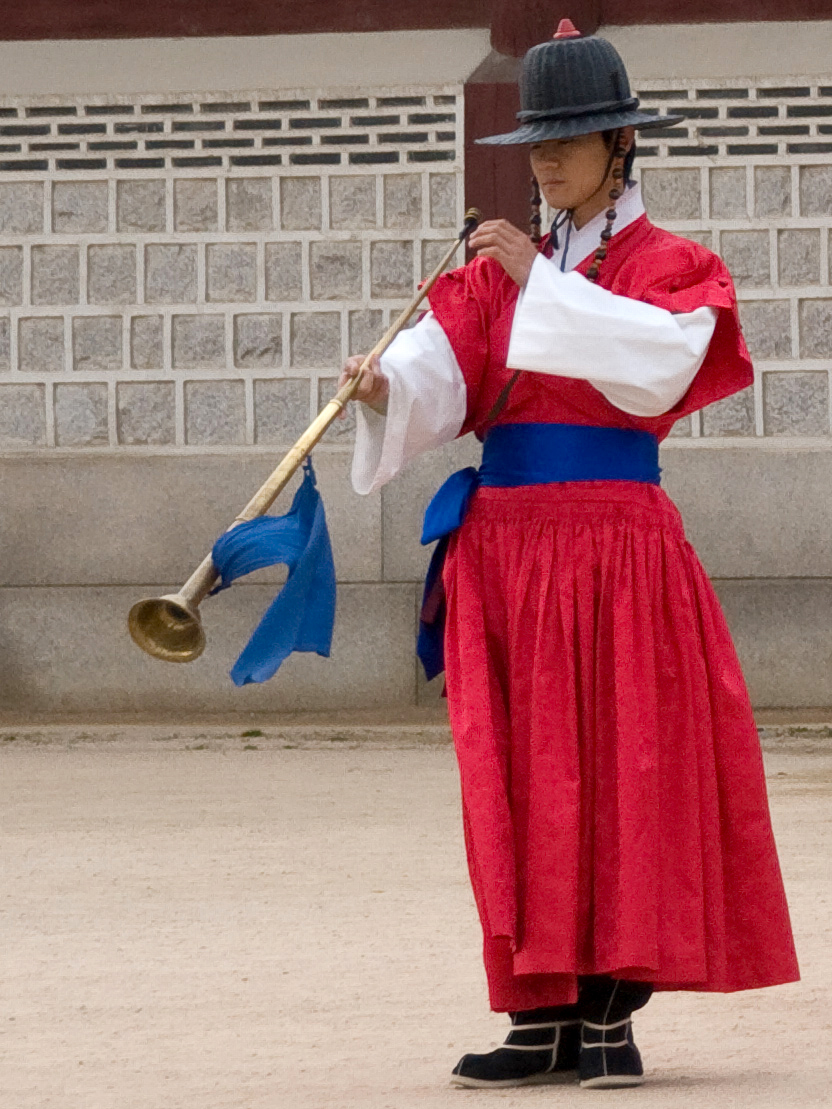
Musikinstrumentet Nabal